# Арак (напиток)
Арак (от араб. ﻋﺮﻕ‎ — «пот») — ароматизированный анисом крепкий алкогольный напиток, распространённый на Ближнем Востоке, и ранее в Центральной Азии. В зависимости от страны и региона различается по крепости, исходному сырью и процедуре изготовления.
Арак — продукт дистилляции, поэтому для его производства нужны определённые технические знания и специальное оборудование. Исходное сырье может быть самым различным: молоко (как кобылье, так и коровье), рис, виноград, финики, сок пальмы и т. д. Эфирное масло анисового семени придаёт смеси арака с водой (или льдом) характерный молочный цвет.

## Распространение
Напиток наиболее популярен в тёплых странах, ибо легко пьется в жару, но слабо согревает на холоде.
В ближневосточных странах напиток известен под разными названиями (арака, араки, арики), имеющими общую основу — арабское слово ﻋﺮﻕ, означающее пот или потение (намёк на процедуру дистилляции). Жители Ирака считают, что первоначально напиток изготовлялся в этой стране и только потом распространился в другие регионы.
Сходный алкогольный напиток под названием ракы производится в Турции, Сирии, Ливане, Иракском Курдистане в промышленных масштабах на основе виноградного сырья. В Азербайджане в прошлом веке его полностью вытеснила русская водка. Подобные анисовые бренди также распространены по всему Средиземноморью под различными названиями — ракия на Балканах, мастика в Болгарии, узо в Греции и т. д.
У кочевых народов Средней Азии, в Кыргызстане, Казахстане, Монголии и Южной Сибири в основе изготовления арака лежит кобылье молоко. Напиток готовят из сильно перебродившего кумыса с содержанием алкоголя 5—6 %. В результате дистилляции получается арак крепостью около 30 градусов, иногда делают вторую перегонку. В продолжение XX века арак в этих странах был полностью вытеснен обычной русской водкой, которую тоже называют араком. Впрочем, арак никогда и не производился здесь в промышленных масштабах. В Узбекистане, Таджикистане и Туркменистане, в отличие от казахов, киргизов и других кочевников, арак производился по иранскому (персидскому) рецепту и активно употреблялся до 1930-х годов, и также в прошлом веке полностью был вытеснен русской водкой. Ныне обычную водку азербайджанцы, узбеки, таджики и туркмены также по привычке называют араком.
Молочную водку, именуемую «тарасун», делают также буряты. Тарасун делается из забродившей коровьей молочной сыворотки, называемой «хүрэнгэ». Буряты пьют его летом, из хурэнгэ же делают тарасун.
В странах Южной Азии — от Цейлона до Индонезии — араком называют очень крепкий (до 50 %) бренди на рисовой основе или на основе пальмового вина. Подробнее см. туак.

## История
Путешественник Эвлия Челеби, перечисляя ремесленников Стамбула в первом томе своей книги, которую он написал в 1630 году, среди ремесленников также упоминал изготовителей арака (ракии). Есть данные, что в те времена в Стамбуле в производстве и продаже этого напитка были заняты около 300 человек в 100 цехах.
Эвлия Челеби сделал запись о маленьких винных магазинах и видах вина, которые они продавали, а также упоминал таверны, которые подавали ракию. В его книге перечислены виды ракии: винная ракия, банановая ракия, ракия горчицы, ракия липы, коричная ракия, ракия гвоздики, ракия граната, ракия сена, ракия анисового семени и т. д.